# 가문동항
가문동항은 제주특별자치도 제주시 애월읍 하귀2리에 위치한 어항이다. 2004년 9월 23일 어촌정주어항으로 지정되었다. 관리청은 제주시, 시설관리자는 제주시장이다.

## 어항 연혁
이 마을은 조선 영조년대(1776) 문충순(자가돈)이 살기 시작하면서 이루어진 마을로 문충순과 자가돈의 옳을가(可)자와 姓인 문자(文字)를 따서 가문동이라 하였다고 한다. 미수동의 봉천서측(鳳川西側)해안을 끼고 형성된 마을로 몽고군이 진주하면서 병마를 조련했다는 원병대의 넓은 터가 있고, 가무코지(可文串)라 하여 긴 곶(串)이 유명하다. 현재 110여 세대, 500여 인구가 살고 있다.

## 어항 구역
- 수역: 47,532m2[1]

## 어항 시설
1985년 방파제 28m 축조를 시작으로 현재까지 방파제 105m, 선착장 170m, 물양장 78m가 축조되어 있다.